# Рожков, Михаил Иосифович
Михаи́л Ио́сифович Рожко́в (род. 2 сентября 1946, Курск) — российский учёный, доктор педагогических наук, профессор, заслуженный деятель науки РФ (2002), лауреат премии Правительства РФ (2002, 2008) и премии Ленинского комсомола (1989), почетный профессор Ярославского государственного педагогического университета им. К. Д. Ушинского. Академик РАЕН (1996); действительный член Международной Академии психологических наук; действительный член Балтийской педагогической академии.

## Биография
В 1969 г. окончил Курский государственный педагогический институт (физико-математический факультет). Работал преподавателем и секретарём комитета комсомола Курского кооперативного техникума (1966—1970), пионервожатым лагеря «Орлёнок» (1970—1972), заместителем директора профтехучилища (Курск, 1972—1977).
В 1980 г. окончил аспирантуру НИИ общих проблем воспитания АПН СССР, защитил кандидатскую диссертацию на тему «Воспитание общественно-трудовой активности у учащихся средних ПТУ во внеучебной деятельности». Работал в институте профессионально-технической педагогики АПН СССР (Казань, 1980—1993), пройдя путь от младшего научного сотрудника до заведующего лабораторией. Защитил докторскую диссертацию на тему «Теория и практика развития ученического самоуправления в профессиональной школе». По его инициативе при Ярославском государственном педагогическом университете был создан Институт педагогики и психологии, который возглавлял в 1996—2011 гг. В 2012—2020 гг. — главный научный сотрудник Института психолого-педагогических проблем детства РАО. с 2020 по 2025 гг. - главный научный сотрудник Всероссийского центра развития художественного творчества и гуманитарных технологий. В настоящее время профессор, советник ректора Государственного университета просвещения.
Подготовил 114 кандидатов (С. А. Аракчеева, Т. М. Трегубова, А. Л. Уманский, А. В. Волохов, Е. Д. Волохова, А. Н. Хузиахметов, И. И. Фришман и др.) и 22 доктора педагогических наук.

## Научная деятельность
Автор 735  научных работ, в том числе статей в педагогической энциклопедии и энциклопедии профессионального образования, 69 книг; многие из работ допущены или рекомендованы Министерством образования в качестве учебников и учебных пособий для вузов.
Избранные труды
- Общие основы педагогики. — М.: Владос, 2002.
- Общие основы педагогики: учебник для студентов высш. учебных заведений [печатный текст] / О. С. Гребенюк, М. И. Рожков. — Москва: ВЛАДОС, 2003. — 160 с.: таблицы; 21 см+ табл.. — (Учебник для вузов) .- Словарь с.146 — 159. — Библиография в подстрочных примечаниях. — Библиография в конце каждой главы. — 10000 экземпляров. — ISBN 5-305-00043-2
- Теория и методика воспитания. — М.: Владос-пресс, 2004.
- Классному руководителю. — М.: Владос, 1999, 2001.
- Развитие самоуправления в детских коллективах. — М.: Владос, 2002.
- Воспитание трудного ребёнка : Дети с девиантным поведением. — М.: Владос, 2001.
- Педагогическое обеспечение работы с молодёжью : Юногогика. — М.: Владос, 2009.
- Рожков, М. И. Воспитание свободного человека : монография / М. И. Рожков, Л. В. Байбородова. — Москва ; Берлин : Директ-Медиа, 2020. — 264 с.
- Рожков М.И. , Воспитательная деятельность : учебник / Л. В. Байбородова, М. И. Рожков. — Москва : КноРус, 2023. — 401 с.

## Награды
- Юбилейная медаль «За доблестный труд. В ознаменование 100-летия со дня рождения Владимира Ильича Ленина» (1970)
- знак «Отличник профтехобразования СССР» (1986)
- премия Ленинского комсомола (1989)
- медаль К. Д. Ушинского (1998)
- Заслуженный деятель науки Российской Федерации (2002)
- премия Правительства РФ (2002, 2008)
- медаль Павло Владковица (Польша, 2010)
- премия Губернатора Ярославской области (трижды).